# 喬克皮爾瓦山
15°25′23″S 72°10′5″W / 15.42306°S 72.16806°W
喬克皮爾瓦山（Choquepirhua），是秘魯的山峰，位於該國南部阿雷基帕大區的卡斯蒂利亞省，屬於安第斯山脈中奇拉山脈的一部分，處於奇拉山以南，海拔高度約5,400米。